# Två systrar (TV-serie)
Två systrar är en svensk dramaserie från 2021. Den är baserad på Amanda Schulman och Hannah Widells boktrilogi med samma namn. Serien är regisserad av Julia Lindström, som även har skrivit manus tillsammans med Amy Black Ndiaye. Huvudrollerna spelas av Dilan Gwyn och Julia Ragnarsson.
Serien hade premiär på streamingtjänsten Viaplay den 5 september 2021 och består av åtta avsnitt.

## Handling
Serien handlar om de två systrarna Alicia och Vanessa som är bästa vänner men som sakta börjar glida ifrån varandra.

## Rollista (i urval)
- Dilan Gwyn – Alicia
- Julia Ragnarsson – Vanessa
- Hannes Fohlin – Philip
- David Larson – Martin
- Helmon Solomon – Donna
- Pablo Leiva Wenger – Jack
- Julius Fleischanderl – Lucas
- Happy Jankell – Lojsan
- Caroline Winberg – Sofie
- Leonore Ekstrand – Titti
- Jens Hultén – Klas
- Lia Boysen – Susanne